# New York City Council
Der Rat der Stadt New York (engl. amtlich: The Council of the City of New York, informell: New York City Council) ist das gesetzgebende Organ der Stadt New York. Neben der Beschlussfassung über die Gesetze der Stadt New York obliegt ihm auch die Kontrolle des Bürgermeisters und dessen Verwaltung sowie eine Reihe weiterer Aufgaben, insbesondere die Mitwirkung bei der Ernennung von städtischen Beamten.

## Struktur

### Zusammensetzung
Der Rat der Stadt New York besteht aus 51 Mitgliedern. Jedes Mitglied wird in einem Wahlkreis durch die dortigen Wähler nach dem Prinzip der Mehrheitswahl für eine vierjährige Amtszeit bestimmt. Nach der jüngsten Wahl im Jahr 2023 besteht der Rat der Stadt New York aus 45 Demokraten und 6 Republikanern.

### Ratsvorsitz
Der Rat der Stadt New York wird durch einen Vorsitzenden geleitet, der als Sprecher (Speaker) bezeichnet wird. Amtsinhaberin ist gegenwärtig Adrienne Adams von der Demokratischen Partei.

### Ausschüsse und Unterausschüsse
Der Rat hat ständige Ausschüsse und Unterausschüsse gebildet, die verschiedene Angelegenheiten behandeln, die in die Zuständigkeit der Stadt sowie des Rates fallen.

### Parlamentarische Interessengruppen
Einige Ratsmitglieder haben sich zu parlamentarischen Interessengruppen (Caucus) zusammengeschlossen, die Themen und Anliegen bestimmter Bevölkerungsgruppen in den Rat einbringen und in deren Sinne gesetzgeberisch tätig werden wollen. So bestehen der Black, Latino and Asian (BLA) Caucus, der Progressive Caucus, der Women's Caucus, der Jewish Caucus, der LGBT Caucus und der Irish Caucus.

## Bezahlung der Mitglieder
Die Mitglieder des Rates der Stadt New York sind Berufspolitiker. Die Grundentschädigung für jedes Mitglied beträgt 148.500 US-Dollar pro Jahr. Zusätzliche Entschädigungen werden für die Übernahme von Ausschussvorsitzen und anderer Ratsämter gezahlt.